# Jerzy Stopyra

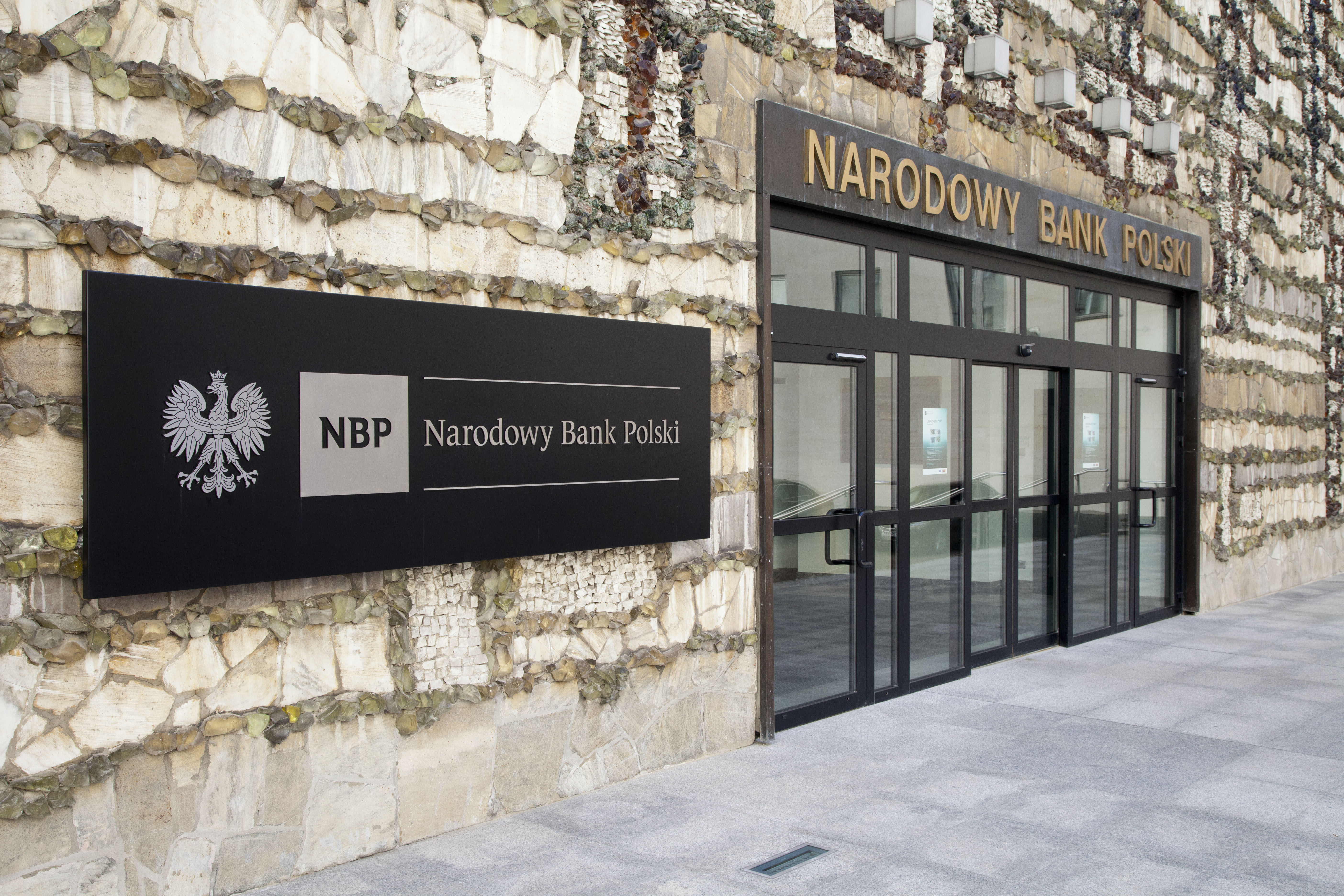
Narodowy Bank Polski w Warszawie – Wejście Główne

Jerzy Stopyra (ur. 3 sierpnia 1953 w Gliwicach) – polski ekonomista, doktor nauk ekonomicznych i wykładowca akademicki.
Członek zarządu Narodowego Banku Polskiego od 1992 do 2010, w jego Pierwszy Wiceprezes w latach 1998–2004. Wieloletni pracownik NBP: Dyrektor Departamentu Polityki Pieniężno-Kredytowej (1991–1998), Departamentu Zarządzania Ryzykiem Finansowym (2004–2006), Departamentu Operacji Zagranicznych (2006–2008) oraz Departamentu Emisyjno-Skarbcowego (Główny Skarbnik NBP) w latach 2010–2012.
W latach 1994–1997 przewodniczący rady nadzorczej Pierwszego Komercyjnego Banku w Lublinie.

## Wykształcenie i działalność akademicka
W 1973 ukończył Technikum Elektryczne (obecnie Zespół Szkół Technicznych im. Armii Krajowej) w Skarżysku-Kamiennej.
Absolwent studiów magisterskich z Cybernetyki Ekonomicznej na Wydziale Nauk Ekonomicznych Uniwersytetu Warszawskiego. W 1989 uzyskał również na Uniwersytecie Warszawskim tytuł doktora nauk ekonomicznych.
W 1986 ukończył studia podyplomowe w Centrum Podyplomowego Kształcenia Pracowników Administracji Państwowej w Warszawie.
W latach 1998–2005 był wykładowcą akademickim na Wydziale Nauk Ekonomicznych Uniwersytetu Warszawskiego z zakresu rynków finansowych oraz instrumentów finansowych. Od 2004 do 2010 wykładał na Katedrze Finansów i Bankowości Wyższej Szkoły Rozwoju Lokalnego w Żyrardowie. Pracował również jako wykładowca na Wydziale Zarządzania Uniwersytetu Warszawskiego na Katedrze Systemów Finansowych Gospodarki (2010–2014).

## Praca zawodowa
Pracę zawodową rozpoczął w Instytucie Finansów przy Ministerstwie Finansów w 1978. Pracując w Zakładzie Bilansów Syntetycznych Gospodarki Narodowej, zajmował się analizami przepływów rzeczowo-finansowych między sektorem realnym, sektorem finansowym, gospodarstwami domowymi i sektorem zagranicznym.
Od 1986 do 2018 związany z Narodowym Bankiem Polskim, w którym pełnił wiele stanowisk kierowniczych. Pracę w NBP rozpoczął jako główny specjalista w Departamencie Analiz i Prognoz Ekonomicznych (1986–1987), by później pełnić funkcję Wicedyrektora DAiPE. W ramach prac departamentu współuczestniczył w opracowywaniu analiz z zakresu nierównowagi pieniężno-kredytowej, planów kredytowych i założeń polityki pieniężnej NBP.
W 1991 objął stanowisko Dyrektora Polityki Pieniężno Kredytowej Narodowego Banku Polskiego (obecnie Departament Operacji Krajowych) i pełnił tę funkcję do 1998. W tym czasie departament rozpoczął przeprowadzanie aukcji sprzedaży skarbowych papierów wartościowych w imieniu Ministerstwa Finansów oraz wdrożył operacje „otwartego rynku” jako nowy instrument polityki pieniężnej. W 1992 został jednocześnie członkiem zarządu NBP i pozostawał nim nieprzerwanie do 2010.
Z ramienia NBP był członkiem Rady Nadzorczej Korporacji Ubezpieczeń Kredytów Eksportowych (1992–1997) oraz Komitetu Polityki Ubezpieczeń Eksportowych w KUKE, członkiem Komisji Papierów Wartościowych (1992–1993), Wiceprzewodniczącym Rady Nadzorczej Polskiego Banku Inwestycyjnego oraz Przewodniczącym Rady Nadzorczej Pierwszego Komercyjnego Banku w Lublinie (1994–1997).
W 1998 został powołany przez Prezydenta RP Aleksandra Kwaśniewskiego na stanowisko I Wiceprezesa NBP (do 31 grudnia 2000 funkcję Prezesa NBP pełniła Hanna Gronkiewicz-Waltz, a od 10 stycznia 2001 Leszek Balcerowicz), którym pozostał do 2004 roku.
Między 1 stycznia 2001 a 10 stycznia 2001 był pełniącym obowiązki Prezesa Narodowego Banku Polskiego. W latach 1998–2004 jako Wiceprezes NBP pełnił również stanowisko Przewodniczącego Rady ds. Systemu Płatniczego oraz Współprzewodniczącego Komitetu Zarządzania Długiem Publicznym.
W latach 2004–2006 utworzył i kierował jako dyrektor pracami Departamentu Zarządzania Ryzykiem Finansowym. Od 2006 do 2008 roku sprawował funkcję dyrektora Departamentu Operacji Zagranicznych. W 2010 r., został mianowany dyrektorem Departamentu Emisyjno-Skarbcowego, którym pozostał do grudnia 2012 roku.
W trakcie swojej pracy w departamencie Emisyjno-Skarbcowym, przygotował modernizację polskich banknotów. Decyzja o modernizacji podyktowana była postępem technologicznym dokonanym w ostatnich latach, który wymagał przeprowadzenia operacji polegającej na poprawie poziomu zabezpieczeń banknotów 10 PLN, 20 PLN, 50 PLN, 100 PLN tj. banknotów, których dotyczyła największa ilość fałszerstw.
Zmodernizowane banknoty wprowadzone zostały do obiegu w kwietniu 2014 roku.

## Życie prywatne
Jerzy Stopyra jest żonaty i ma trzech synów.